# CAL Cargo Air Lines

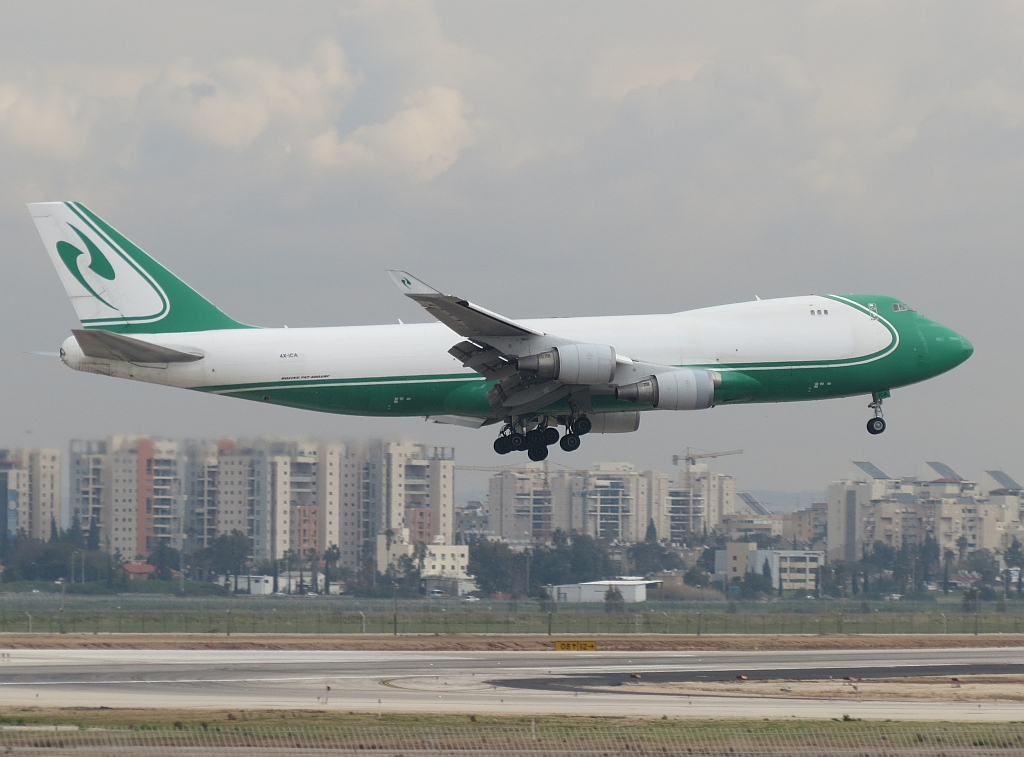
CAL Boeing 747-400F 4X-ICA

CAL Cargo Air Lines je izraelská nákladní letecká společnost se sídlem v Tel Avivu, která provozuje pravidelné nákladní lety přepravující zboží podléhající rychlé zkáze a ostatní zboží do Evropy a zbytku světa. Její hlavní základna je Ben Gurionovo mezinárodní letiště v Tel Avivu a její uzlová letiště jsou letiště Lutych (Belgie) a letiště Amsterdam Schiphol. Ročně dopravce přepraví na 100 000 tun nákladu, včetně vývozu čerstvých zemědělských plodin a průmyslových materiálů a dovozu těžkých strojů, automobilů, hospodářských zvířat a průmyslových a vědeckých materiálů.

## Dějiny
Společnost CAL byla založena v červnu 1976 a charterové lety zahájila 2. listopadu téhož roku. Původně si společnost povinně pronajímala letadla od společnosti El Al, ale počínaje 1. prosincem 1999 zahájila, díky licenci od izraelské vlády, pravidelnou leteckou přepravu na vlastních letounech.

## Destinace
CAL Cargo Air Lines provozuje nákladní dopravu do následujících destinací (k lednu 2005):

### Evropa
- Amsterdam (Schiphol)
- Lutych (Letiště Lutych)
- Lucemburk (Letiště Lucemburk-Findel)

### Severní Amerika
- Chicago (Letiště O'Hare)
- New York (Letiště JFK)

## Flotila
Flotila CAL Cargo Air Lines sestává z následujících letounů (k březnu 2008):
- 1 Boeing 747-200C
- 1 Boeing 747-200F